# Armenië op het Eurovisiesongfestival 2015
Armenië nam deel aan het Eurovisiesongfestival 2015 in Wenen, Oostenrijk. Het was de 9de deelname van het land op het Eurovisiesongfestival. ARMTV was verantwoordelijk voor de Armeense bijdrage voor de editie van 2015.

## Selectieprocedure
De Armeense openbare omroep gaf op 14 september 2014 aan te zullen deelnemen aan de zestigste editie van het Eurovisiesongfestival. Op 2 januari 2015 werd duidelijk dat Armenië er wederom voor opteerde om intern een act aan te duiden. Ook Aram MP3 werd een jaar eerder intern geselecteerd.
Op 11 februari 2015 werd bekendgemaakt dat de Armenië op het Eurovisiesongfestival 2015 vertegenwoordigd zou worden door de groep Genealogy. De groep bestaat uit vijf verschillende soloartiesten met Armeense roots, allen afkomstig van een ander continent (Afrika, Amerika, Azië, Europa en Oceanië), aangevuld met één artiest uit Armenië zelf.
Het lied zou in eerste instantie Don't deny heten, maar de titel werd op verzoek van de Armeense omroep tijdens de vergadering van 17 maart 2015 veranderd naar Face the shadow.

## In Wenen

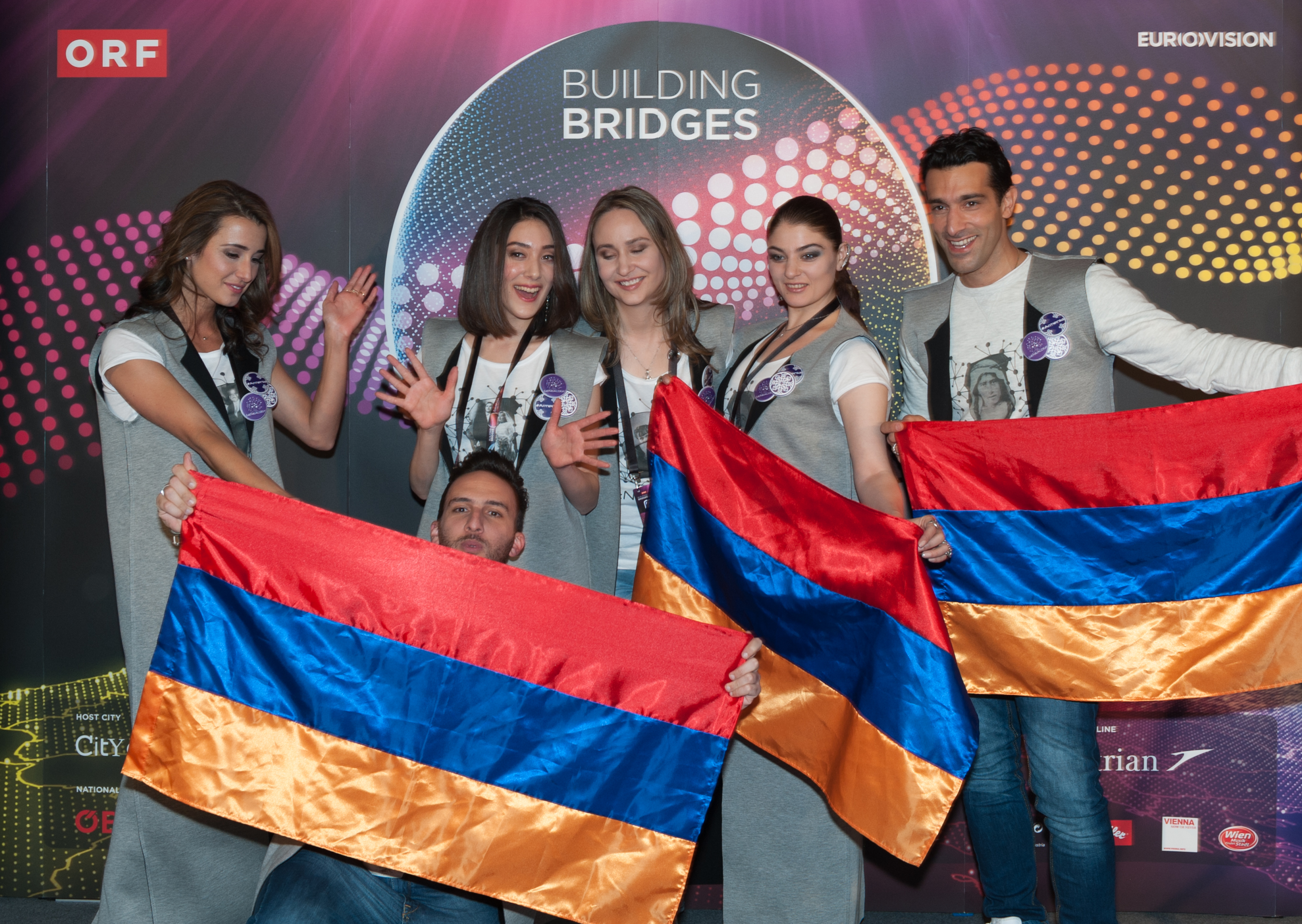
Genealogy in afwachting van de punten in de finale

Armenië trad in Wenen in de eerste halve finale op dinsdag 19 mei aan. Genealogy trad als tweede van de zestien landen aan, na Edoeard Romanjoeta uit Moldavië en voor Loïc Nottet uit België. Armenië werd zevende met 77 punten, waarmee het doorging naar de finale op 23 mei.
In de finale trad Armenië als zesde van de 27 acts aan, na Electro Velvet uit het Verenigd Koninkrijk en voor Monika Linkytė en Vaidas Baumila uit Litouwen. Armenië eindigde als zestiende met 34 punten.

### Punten gegeven aan Armenië

#### Halve finale 1
| 12 punten                         | 10 punten           | 8 punten  | 7 punten                                      | 6 punten   |
| --------------------------------- | ------------------- | --------- | --------------------------------------------- | ---------- |
| - België - Rusland                |                     | - Georgië | - Griekenland - Noord-Macedonië - Wit-Rusland |            |
| 5 punten                          | 4 punten            | 3 punten  | 2 punten                                      | 1 punt     |
| - Albanië - Frankrijk - Nederland | - Moldavië - Spanje |           |                                               | - Roemenië |

| Jury punten halve finale 1 | Jury punten halve finale 1 | Jury punten halve finale 1 | Jury punten halve finale 1 | Jury punten halve finale 1      |
| 12 punten                  | 10 punten                  | 8 punten                   | 7 punten                   | 6 punten                        |
| -------------------------- | -------------------------- | -------------------------- | -------------------------- | ------------------------------- |
|                            | - Wit-Rusland              | - Georgië                  | - België - Rusland         | - Griekenland - Noord-Macedonië |
| 5 punten                   | 4 punten                   | 3 punten                   | 2 punten                   | 1 punt                          |
| - Moldavië                 | - Albanië                  |                            |                            | - Roemenië                      |

| Televoting punten halve finale 1 | Televoting punten halve finale 1 | Televoting punten halve finale 1 | Televoting punten halve finale 1 | Televoting punten halve finale 1 |
| 12 punten                        | 10 punten                        | 8 punten                         | 7 punten                         | 6 punten                         |
| -------------------------------- | -------------------------------- | -------------------------------- | -------------------------------- | -------------------------------- |
| - België - Frankrijk - Rusland   | - Nederland                      |                                  | - Griekenland - Spanje           | - Noord-Macedonië                |
| 5 punten                         | 4 punten                         | 3 punten                         | 2 punten                         | 1 punt                           |
| - Oostenrijk - Wit-Rusland       |                                  | - Albanië                        | - Hongarije                      | - Moldavië                       |

#### Finale
| 12 punten | 10 punten     | 8 punten                               | 7 punten   | 6 punten      |
| --------- | ------------- | -------------------------------------- | ---------- | ------------- |
| - Georgië |               |                                        |            | - Rusland     |
| 5 punten  | 4 punten      | 3 punten                               | 2 punten   | 1 punt        |
|           | - Wit-Rusland | - België - Frankrijk - Noord-Macedonië | - Tsjechië | - Griekenland |

| Jury punten finale | Jury punten finale | Jury punten finale | Jury punten finale | Jury punten finale |
| 12 punten          | 10 punten          | 8 punten           | 7 punten           | 6 punten           |
| ------------------ | ------------------ | ------------------ | ------------------ | ------------------ |
|                    |                    |                    |                    | - Wit-Rusland      |
| 5 punten           | 4 punten           | 3 punten           | 2 punten           | 1 punt             |
|                    | - Georgië          | - Griekenland      | - Rusland          |                    |

| Televoting punten finale | Televoting punten finale | Televoting punten finale | Televoting punten finale | Televoting punten finale      |
| 12 punten                | 10 punten                | 8 punten                 | 7 punten                 | 6 punten                      |
| ------------------------ | ------------------------ | ------------------------ | ------------------------ | ----------------------------- |
| - Georgië - Tsjechië     | - Frankrijk - Rusland    | - Israël                 |                          | - België - Cyprus - Nederland |
| 5 punten                 | 4 punten                 | 3 punten                 | 2 punten                 | 1 punt                        |
|                          |                          | - Noord-Macedonië        | - Moldavië - Wit-Rusland |                               |

### Punten gegeven door Armenië

#### Eerste halve finale
Punten gegeven door Armenië in de eerste halve finale
| Punten    | Land        |
| --------- | ----------- |
| 12 punten | Georgië     |
| 10 punten | Rusland     |
| 8 punten  | Griekenland |
| 7 punten  | Wit-Rusland |
| 6 punten  | Moldavië    |
| 5 punten  | Servië      |
| 4 punten  | Estland     |
| 3 punten  | Roemenië    |
| 2 punten  | Denemarken  |
| 1 punt    | België      |

| Uitsplitsing jury/televoting halve finale 1 | Uitsplitsing jury/televoting halve finale 1 | Uitsplitsing jury/televoting halve finale 1 | Uitsplitsing jury/televoting halve finale 1 | Uitsplitsing jury/televoting halve finale 1 | Uitsplitsing jury/televoting halve finale 1 | Uitsplitsing jury/televoting halve finale 1 | Uitsplitsing jury/televoting halve finale 1 | Uitsplitsing jury/televoting halve finale 1 | Uitsplitsing jury/televoting halve finale 1 | Uitsplitsing jury/televoting halve finale 1 |
| Volgorde                                    | Land                                        | G. Nazaryan                                 | N. Yesayan                                  | L. Saribekyan                               | Aram MP3                                    | A. Bayadyan                                 | Juryranking                                 | Televoting                                  | Eindranking                                 | Punten                                      |
| ------------------------------------------- | ------------------------------------------- | ------------------------------------------- | ------------------------------------------- | ------------------------------------------- | ------------------------------------------- | ------------------------------------------- | ------------------------------------------- | ------------------------------------------- | ------------------------------------------- | ------------------------------------------- |
| 01                                          | Moldavië                                    | 5                                           | 6                                           | 7                                           | 6                                           | 7                                           | 5                                           | 6                                           | 5                                           | 6                                           |
| 02                                          | Armenië                                     |                                             |                                             |                                             |                                             |                                             |                                             |                                             |                                             |                                             |
| 03                                          | België                                      | 13                                          | 15                                          | 15                                          | 12                                          | 15                                          | 15                                          | 5                                           | 10                                          | 1                                           |
| 04                                          | Nederland                                   | 6                                           | 9                                           | 13                                          | 4                                           | 11                                          | 8                                           | 12                                          | 11                                          |                                             |
| 05                                          | Finland                                     | 8                                           | 10                                          | 14                                          | 11                                          | 12                                          | 12                                          | 10                                          | 12                                          |                                             |
| 06                                          | Griekenland                                 | 3                                           | 3                                           | 3                                           | 2                                           | 3                                           | 3                                           | 3                                           | 3                                           | 8                                           |
| 07                                          | Estland                                     | 12                                          | 14                                          | 12                                          | 13                                          | 13                                          | 13                                          | 4                                           | 7                                           | 4                                           |
| 08                                          | Noord-Macedonië                             | 10                                          | 8                                           | 10                                          | 10                                          | 10                                          | 11                                          | 15                                          | 14                                          |                                             |
| 09                                          | Servië                                      | 9                                           | 7                                           | 8                                           | 9                                           | 5                                           | 6                                           | 7                                           | 6                                           | 5                                           |
| 10                                          | Hongarije                                   | 15                                          | 13                                          | 11                                          | 14                                          | 14                                          | 14                                          | 14                                          | 15                                          |                                             |
| 11                                          | Wit-Rusland                                 | 2                                           | 2                                           | 2                                           | 3                                           | 2                                           | 2                                           | 8                                           | 4                                           | 7                                           |
| 12                                          | Rusland                                     | 4                                           | 4                                           | 1                                           | 5                                           | 4                                           | 4                                           | 1                                           | 2                                           | 10                                          |
| 13                                          | Denemarken                                  | 7                                           | 12                                          | 6                                           | 15                                          | 8                                           | 10                                          | 9                                           | 9                                           | 2                                           |
| 14                                          | Albanië                                     | 14                                          | 11                                          | 9                                           | 7                                           | 6                                           | 9                                           | 13                                          | 13                                          |                                             |
| 15                                          | Roemenië                                    | 11                                          | 5                                           | 5                                           | 8                                           | 9                                           | 7                                           | 11                                          | 8                                           | 3                                           |
| 16                                          | Georgië                                     | 1                                           | 1                                           | 4                                           | 1                                           | 1                                           | 1                                           | 2                                           | 1                                           | 12                                          |

#### Finale
Punten gegeven door Armenië in de finale
| Punten    | Land        |
| --------- | ----------- |
| 12 punten | Montenegro  |
| 10 punten | Rusland     |
| 8 punten  | Wit-Rusland |
| 7 punten  | Griekenland |
| 6 punten  | Duitsland   |
| 5 punten  | Zwitserland |
| 4 punten  | Nederland   |
| 3 punten  | San Marino  |
| 2 punten  | Spanje      |
| 1 punt    | Denemarken  |

| Uitsplitsing jury/televoting finale | Uitsplitsing jury/televoting finale | Uitsplitsing jury/televoting finale | Uitsplitsing jury/televoting finale | Uitsplitsing jury/televoting finale | Uitsplitsing jury/televoting finale | Uitsplitsing jury/televoting finale | Uitsplitsing jury/televoting finale | Uitsplitsing jury/televoting finale | Uitsplitsing jury/televoting finale | Uitsplitsing jury/televoting finale |
| Volgorde                            | Land                                | G. Nazaryan                         | N. Yesayan                          | L. Saribekyan                       | Aram MP3                            | A. Bayadyan                         | Juryranking                         | Televoting                          | Eindranking                         | Punten                              |
| ----------------------------------- | ----------------------------------- | ----------------------------------- | ----------------------------------- | ----------------------------------- | ----------------------------------- | ----------------------------------- | ----------------------------------- | ----------------------------------- | ----------------------------------- | ----------------------------------- |
| 01                                  | Slovenië                            | 19                                  | 17                                  | 15                                  | 15                                  | 7                                   | 14                                  | 19                                  | 17                                  |                                     |
| 02                                  | Frankrijk                           | 7                                   | 5                                   | 7                                   | 11                                  | 20                                  | 8                                   | 8                                   | 8                                   | 3                                   |
| 03                                  | Israël                              | 20                                  | 18                                  | 25                                  | 25                                  | 25                                  | 25                                  | 9                                   | 18                                  |                                     |
| 04                                  | Estland                             | 21                                  | 20                                  | 24                                  | 24                                  | 9                                   | 20                                  | 6                                   | 11                                  |                                     |
| 05                                  | Verenigd Koninkrijk                 | 22                                  | 21                                  | 20                                  | 20                                  | 21                                  | 22                                  | 22                                  | 24                                  |                                     |
| 06                                  | Armenië                             |                                     |                                     |                                     |                                     |                                     |                                     |                                     |                                     |                                     |
| 07                                  | Litouwen                            | 23                                  | 22                                  | 19                                  | 17                                  | 11                                  | 18                                  | 25                                  | 22                                  |                                     |
| 08                                  | Servië                              | 18                                  | 23                                  | 14                                  | 18                                  | 19                                  | 19                                  | 14                                  | 16                                  |                                     |
| 09                                  | Noorwegen                           | 17                                  | 19                                  | 21                                  | 19                                  | 24                                  | 21                                  | 15                                  | 19                                  |                                     |
| 10                                  | Zweden                              | 6                                   | 7                                   | 3                                   | 6                                   | 6                                   | 6                                   | 4                                   | 4                                   | 7                                   |
| 11                                  | Cyprus                              | 10                                  | 6                                   | 11                                  | 14                                  | 18                                  | 11                                  | 17                                  | 13                                  |                                     |
| 12                                  | Australië                           | 12                                  | 10                                  | 8                                   | 12                                  | 12                                  | 10                                  | 11                                  | 10                                  | 1                                   |
| 13                                  | België                              | 8                                   | 16                                  | 10                                  | 5                                   | 10                                  | 7                                   | 7                                   | 7                                   | 4                                   |
| 14                                  | Oostenrijk                          | 16                                  | 25                                  | 12                                  | 8                                   | 17                                  | 15                                  | 24                                  | 21                                  |                                     |
| 15                                  | Griekenland                         | 3                                   | 2                                   | 4                                   | 3                                   | 5                                   | 2                                   | 10                                  | 6                                   | 5                                   |
| 16                                  | Montenegro                          | 4                                   | 3                                   | 5                                   | 4                                   | 4                                   | 4                                   | 3                                   | 3                                   | 8                                   |
| 17                                  | Duitsland                           | 15                                  | 24                                  | 17                                  | 16                                  | 13                                  | 17                                  | 20                                  | 20                                  |                                     |
| 18                                  | Polen                               | 11                                  | 8                                   | 16                                  | 10                                  | 16                                  | 12                                  | 18                                  | 15                                  |                                     |
| 19                                  | Letland                             | 2                                   | 9                                   | 6                                   | 1                                   | 3                                   | 5                                   | 13                                  | 9                                   | 2                                   |
| 20                                  | Roemenië                            | 13                                  | 15                                  | 9                                   | 13                                  | 14                                  | 13                                  | 16                                  | 14                                  |                                     |
| 21                                  | Spanje                              | 14                                  | 14                                  | 18                                  | 21                                  | 15                                  | 16                                  | 12                                  | 12                                  |                                     |
| 22                                  | Hongarije                           | 24                                  | 13                                  | 22                                  | 22                                  | 23                                  | 24                                  | 23                                  | 25                                  |                                     |
| 23                                  | Georgië                             | 1                                   | 1                                   | 2                                   | 2                                   | 1                                   | 1                                   | 5                                   | 2                                   | 10                                  |
| 24                                  | Azerbeidzjan                        | 26                                  | 26                                  | 26                                  | 26                                  | 26                                  | 26                                  | 26                                  | 26                                  |                                     |
| 25                                  | Rusland                             | 5                                   | 4                                   | 1                                   | 7                                   | 2                                   | 3                                   | 1                                   | 1                                   | 12                                  |
| 26                                  | Albanië                             | 25                                  | 11                                  | 23                                  | 23                                  | 22                                  | 23                                  | 21                                  | 23                                  |                                     |
| 27                                  | Italië                              | 9                                   | 12                                  | 13                                  | 9                                   | 8                                   | 9                                   | 2                                   | 5                                   | 6                                   |

2006 · 2007 · 2008 · 2009 · 2010 · 2011 · 2012 · 2013 · 2014 · 2015 · 2016 · 2017 · 2018 · 2019 · 2020-2021 · 2022 · 2023 · 2024 · 2025
Albanië · Armenië · Australië · Azerbeidzjan · België · Cyprus · Denemarken · Duitsland · Estland · Finland · Frankrijk · Georgië · Griekenland · Hongarije · Ierland · IJsland · Israël · Italië · Letland · Litouwen · Macedonië · Malta · Moldavië · Montenegro · Nederland · Noorwegen · Oostenrijk · Polen · Portugal · Roemenië · Rusland · San Marino · Servië · Slovenië · Spanje · Tsjechië · Verenigd Koninkrijk · Wit-Rusland · Zweden · Zwitserland